# آل محتاج
آلِ مُحْتاج سلسله‌ای منسوب به محتاج بن احمد که از ۳۲۱ق/۹۳۳م تا حدود ۳۸۱ق/۹۹۱م زیر نظر و نفوذ سامانیان و مدت کوتاهی نیز به استقلال، در بخش‌هایی از خراسان و ری فرمان راند.

## تاریخچه
خاستگاه آل محتاج به روشنی مشخص نیست. اگرچه برخی آنان را از بازماندگان امرای کهن چَغانیان یا صَغانیان ــ شهری در ساحل راست رود جیحون و بالای دره چغانرود یا رود زامل (لسترنج، ۴۶۸) و سُرخانرود کنونی (بارتولد، ۱/۱۸۳) ــ نامبردار به «چغان خدات» (معین، ۱۷۸، به نقل از نفیسی)، همچون «سامان خدات» و «گوزگانان خدات» در روزگار ساسانیان، دانسته‌اند، ولی به دشواری می‌توان نظر قطعی در باب نژاد عربی یا ایرانی آنها ابراز کرد (فرای، ۴/۱۵۲؛ ایرانیکا، I/۷۶۴). خاصه که گردیزی از امیری به نام «محتاج» از خزاعیان یاد کرده که به دست عبدالجبار بن عبدالرحمن، والی شورشی خراسان در روزگار ابوجعفر عبدالله منصور خلیفه عباسی، کشته شد (صص ۲۷۴، ۲۷۵) و می‌بایست از بازماندگان فاتحان عرب آن دیار باشد.
از سر سلسله این دودمان، محتاج بن احمد، آگاهی چندانی در دست نیست، جز آنکه از سخن یاقوت حموی (معجم الادباء، ۳/۸۰) می‌توان دریافت که در چغانیان امارت داشته است. همچنین در باب پسر او مظفر بن محتاج و امارتش در چغانیان، اطلاعی در منابع یافت نشده است. شاید وی در خدمت امیران سامانی می‌زیسته است.

## برخی از امیران آل محتاج

### ۱. ابوبکر محمد بن مظفر بن محتاج (د ۳۲۹ ه‍. ق. /۹۴۰ م)
نخستین کس از آل محتاج که امارت سراسر خراسان یافت. اولین‌بار در وقایع ۲۹۸ق/۹۱۰م از او در منابع یاد شده است. در آن سال احمد بن اسماعیل سامانی آهنگ تصرف سیستان کرد و سپاهی با امیران بزرگ خود چون ابوبکر محمد بن مظفر و سیمجور دواتی به آن دیار فرستاد و آنان سیستان را از دست معدل صفاری بیرون آوردند (ابن اثیر، ۸/۶۰). گردیزی آن واقعه را در ۲۹۷ق/۹۱۰م یاد کرده است (ص ۳۲۶). در ۳۱۰ق/۹۲۲م محمدبن مظفر از سوی نصر بن احمد سامانی امارت فرغانه یافت و الیاس بن اسحاق را که بر سامانیان شوریده بود، سرکوب کرد (ابن اثیر، ۸/۱۳۴). وی پس از این واقعه، چندین سال امارت فرغانه داشت و به سبب کفایتی که از خود نشان داد، به سپهسالاری سامانیان دست یافت. در ۳۱۷ق/۹۲۹م که برادران نصربن احمد بر او شوریدند و بر بخارا چیره شدند، محمدبن مظفر با سمت سپهسالاری خراسان در گرگان مقام داشت (نک‍: گردیزی، ۳۳۶، که تعیین وی را به سپهسالاری در ۳۳۰ق/۹۴۲م نوشته است). چون وی از شورش آگاه شد، به نیشابور رفت. در آغاز به دعوت ابوزکریا یحیی، برادر نصربن احمد جواب مساعد داد، ولی سپس ماکان کاکی را در نیشابور نشاند و خود وانمود کرد که به نزد یحیی می‌رود، اما به پوشنگ و هرات رفت و بر آن دو شهر استیلا یافت و به سوی چغانیان که پسرش ابوعلی بر آنجا فرمان می‌راند، متوجه شد. یحیی سپاه به آن سوی فرستاد. محمد آن سپاه را درهم شکست و با سپاهی که پسرش ابوعلی به مدد او فرستاده بود، روی به بلخ نهاد و منصور بن قراتکین شورشی را به سختی سرکوب کرد. سپس به چغانیان بازگشت و امیرنصر را از پیروزی خود آگاه ساخت. امیر نصر نیز حکومت بلخ و طخارستان را به محمدبن مظفر بازنهاد و وی آن را به پسرش ابوعلی داد و خود به نصر پیوست (ابن اثیر، ۸/۲۱۰، ۲۱۱).
در ۳۲۳ق/۹۳۵م که وشمگیر زیاری رقیب سرسخت سامانیان در ری استقرار یافت، محمدبن مظفر به فرمان خداوندگار خود رهسپار قومس شد تا به گرگان و ری بتازد. از سوی دیگر نصربن احمد از ماکان کاکی که در کرمان بود، خواست به سپهسالار خراسان بپیوندد. ماکان روی به دامغان نهاد، ولی در راه گرفتار بانخین (یا بانجین) دیلمی از یاران وشمگیر شد (گردیزی، ۱۹۵) و از محمد که اینک در بسطام بود، مدد خواست. وی نیز سپاهی به مدد فرستاد و سفارش کرد تا خود او نرسیده، دست به جنگ نگشایند، اما آنان با بانخین به جنگ پرداختند و شکست خوردند و به نزد محمد بازگشتند. محمد از آنجا آهنگ گرگان کرد. بانخین به تعقیب وی پرداخت. محمد به نیشابور بازگشت و امارت آن دیار را به ماکان واگذاشت (ابن اثیر، ۸/۳۰۴؛ قس: گردیزی، ۱۹۵). اما ماکان که خود داعیه استقلال داشت و در حقیقت زیر نظر محمد در نیشابور می‌زیست، سال بعد به بهانه بازگرداندن تنی چند از یارانش که گریخته بودند، اجازه خروج گرفت. چون به اسفراین رسید، سپاه به گرگان فرستاد و آن دیار را تسخیر کرد و خود علم طغیان برافراشته به سوی نیشابور تاخت. یاران محمد از مقابله با ماکان سرباز زدند و محمد که خود را ناتوان دید، به سرخس گریخت. با اینهمه، ماکان نیز از بیم توطئه سپاه بر ضد خود، پیشروی نکرد و به گرگان بازگشت (ابن اثیر، ۸/۳۲۷). از آن پس محمدبن مظفر در سپهسالاری و امارت خراسان روزگار می‌گذراند تا در ۳۲۷ق/۹۳۹م به سختی بیمار شد و از کار فرو ماند. نصربن احمد سامانی او را به بخارا خواند و پسرش ابوعلی را امارت و سپهسالاری خراسان داد (گردیزی، ۳۳۷). محمدبن مظفر در ۳۲۹ق/۹۴۰م درگذشت و در چغانیان به خاک سپرده شد.
ابوبکر محمدبن مظفر، گذشته از از آنکه مردی جنگاور بود، به ادب و دانش هم توجه داشت و دانشمندان را گرد خویش فراهم می‌آورد. از جمله احمدبن سهل بلخی کتابی در تعاریف فلسفه موسوم به شرح ماقیل فی حدود الفلسفه برای وی نوشت (یاقوت، معجم الادباء، ۳/۶۸) و ابوعلی سلامی نیشابوری که در زمره اطرافیان وی بود، کتاب اخبار ولاه خراسان را که منبع گردیزی و ابن اثیر در تاریخ خراسان است (بارتولد، ۱/۵۱، ۵۲)، برای محمدبن مظفر تألیف کرد (ثعالبی، ۴/۹۵).

### ۲. ابوعلی احمد بن محمد بن مظفر بن محتاج (د ۳۴۴ ه‍. ق. /۹۵۵ م)
بزرگ‌ترین امیر این سلسله بود. وی در چغانیان زاده شد (ابن حوقل، ۳۹۴) و در کنار پدر رشد یافت. نخستین‌بار در ۳۱۷ق/۹۲۹م از او به عنوان امیر چغانیان یاد شده است. در همین سال بود که پدرش محمد ابن مظفر از سوی نصربن احمد حکومت بلخ و طخارستان یافت و امارت آن دو شهر را به وی بازنهاد. سال بعد وقتی جعفر بن ابی داوود امیر خُتل بر سامانیان شورید، ابوعلی احمد به مقابله رفت و او را دستگیر کرد و به بخارا فرستاد (ابن اثیر، ۸/۲۲۲).
ابوعلی که اینک به فرمان خلیفه دلگرم بود، با سپاهی که رکن‌الدوله به او داده بود، به نیشابور بازگشت و در آنجا خطبه به نام خلیفه عباسی کرد (ابن اثیر، ۸/۵۰۴–۵۰۷). در این میان نوح درگذشت (۳۴۳ق/۹۵۴م) و پسرش عبدالملک پس از استقرار بر تخت، مأموریت بکربن مالک را تأیید کرد و او از بخارا به نیشابور رفت تا ابوعلی را براند. یاران ابوعلی از گردش پراکنده شدند و او به ناچار دوباره نزد رکن‌الدوله گریخت و چندی بعد همراه او به گرگان حمله برد و آن دیار را از دست وشمگیر به درآورد و سپس برای تحقق هدف نهایی خود که چیرگی بر خراسان بود، به ری بازگشت، ولی چندان نماند و در وبایی که در ۳۴۴ق/۹۵۵م وی را فرو گرفت، همراه پسرش درگذشت. پیکر او را به چغانیان بردند و در همان‌جا به خاک سپردند (همو، ۸/۵۱۲). یاقوت ویرانیِ دژ استوناوند در ری را در سال ۳۵۰ق/۹۶۱م به این ابوعلی نسبت می‌دهد (معجم البلدان، ۱/۲۴۴)، حال آنکه مسلم است که وی در آن تاریخ زنده نبوده است.
ابوعلی نیز چون پدر، دانشمندان و نویسندگان را گرامی می‌داشت. چنین می‌نماید که خود نیز از دانش بی‌بهره نبوده است، چه احمدبن سهل بلخی کتاب اجوبه ابی علی بن محتاج را در پاسخ پرسشهای وی نوشت (همو، معجم الادباء، ۳/۶۷) و شعیابن فریغون کتاب جوامع العلوم خود را به نام ابوعلی احمد چغانی تألیف کرد (خدیوجم، ۱۵۰). نیز ابوالقاسم اسکافی، نخست از کاتبان وی بود. عوفی (۱/۲۷) او را «امیرعالم» و «جهان علم» نامیده است.

### ۳.ابوالعباس فضل بن محمد بن مظفر بن محتاج
وی از سوی برادرش ابوعلی احمد ــ آنگاه که سر از اطاعت نوح سامانی برتافت ــ به امارت همدان و جبال گماشته شد و خود نیز نهاوند و دینور را به اطاعت درآورد و رؤسای اکراد به او پیوستند، اما امارتش چند ماه بیش دوام نیافت، چه پس از آنکه ابوعلی احمد با ابراهیم برادر نوح بیعت کرد، ابوالعباس به برادر خود خیانت ورزید و به نوح آگهی داد. ابوعلی نیز او را گرفت و به زندان افکند (۳۳۴ق/۹۴۵م). سال بعد که ابوعلی از نیشابور آهنگ مرو کرد، ابوالعباس از زندان گریخت و به کوهستان رفت. سپس کسانی را به گرد خویش فراهم آورد و به کوهستان رفت. سپس کسانی را به گرد خویش فراهم آورد و به نیشابور شکست خورد. به بخارا نزد نوح پناه برد (ابن اثیر، ۸/۴۵۹، ۴۶۱). نوح نیز سرداری سپاه خویش را در نبرد با ابوعلی به وی سپرد. در نخستین جنگ، ابوعلی شکست خورد (۳۳۶ق/۹۴۷م). سپس که نوح لشکر دیگری در پی ابوعلی به بلخ و طخارستان فرستاد، گروهی از سرداران سپاه، نوح را آگاهانیدند که فضل به برادر خود گرایش یافته است. نوح نیز فرمان داد تا او را گرفته به بخارا فرستادند و به زندانش افکندند (همو، ۸/۴۶۲، ۴۶۳). از آن پس آگاهی دیگری از او در دست نیست.

### ۴.ابوالمظفر عبدالله بن احمد بن محمد بن مظفر بن محتاج(د ربیع‌الاول ۳۴۰ ه‍. ق. /اوت ۹۵۱ م)
وی هیچ‌گاه امارت قابل ذکری نداشت و همواره در رکاب پدرش ابوعلی احمد با دشمنان می‌جنگید. در ۳۳۷ق/۹۴۹م که ابوعلی با نوح صلح کرد، پسر خود ابوالمظفر را به گروگان نزد امیر سامانی فرستاد. نوح از او به گرمی استقبال کردو خلعت داد و در زمره ندیمان خود برگزید (گردیزی، ۳۴۶). وی نزد نوح بماند تا در ۳۴۰ق/۹۵۱م در بخارا از اسب فرو افتاد و درگذشت و پیکرش را به چغانیان بردند و به خاک سپردند (ابن اثیر، ۸/۴۹۲).

### ۵.ابومنصور بن احمد بن محمد بن مشفر بن محتاج
در ۳۴۰ق/۹۵۱م که ابوعلی احمد سپهسالاری و امارت خراسان را بازیافت، پسر خود ابومنصور را به حکومت ترمذ و چغانیان گماشت (همو، ۸/۴۹۳؛ قزوینی، ۱۶۵). از آن پس از او در منابع یاد نشده است. بارتولد (۱/۵۱۹) حدس می‌زند که وی همان عارض ابومنصور چغانی است که بر اثر تبلیغات داعی فاطمی به مذهب شیعه گروید. ابن اثیر (۸/۵۱۲) تصریح کرده که ابوعلی احمد و پسرش د روبای ری درگذشتند، ولی او نام این پسر را یاد نکرده است. احتمال دارد که مراد ابومنصور باشد که پس از عزل پدرش از امارت خراسان، با وی به ری رفت و در همان‌جا درگذشت.

### ۶.ابوالمظفر طاهر بن فضل بن محمد بن مظفر بن محتاج(مق‍ ۳۸۱ ه‍. ق. /۹۹۱ م)
گردیزی (ص ۳۶۸) کنیه او را ابوالحسن گفته است. او برادرزاده ابوعلی احمد بود. یک چند از سوی سامانیان به جای ابوالمظفر احمدبن محمد امارت چغانیان یافت و به قولی خود آن دیار را از ابوالمظفر احمد گرفت (عتبی، ۹۴). ابوالمظفر احمد با فایق خاصه همداستان شد و در جنگی که میان او و طاهر درگرفت، ابوالمشفر طاهر کشته شد.
ابوالمظفر طاهر امیری فاضل و هنرپرور و خود نیز اهل شعر و سخن بود و به قولی عوفی (۱/۲۷) «هم بر ممالک چغانیان ملک و هم در ولایت هنر و بیان سلطان بود». اما گفته همو که ابوالمظفر طاهر در ۳۷۷ق/۹۸۷م درگذشته است، با آگاهیهای تاریخی تناقض آشکار دارد. از شعرای پارسی‌گوی آن روزگار، منجیک ترمذی و لبیبی سیدالشعراء، مداح وی بوده‌اند (قزوینی، ۱۸۶؛ بهار، ۳/۱۵۳). ابیات بسیاری نیز از ابوالمظفر طاهر بر جای است (اسدی طوسی، ۱۷۳، ۲۱۳، ۲۱۷).

### ۷.ابوالمظفر احمد بن محمد
یا محمد بن احمد (عتبی، ۹۴). آنگاه که فایق خاصه بر امیر نوح سامانی شورید، وی حکومت چغانیان داشت. ظاهراً به سبب گرایش ابوالمظفر احمد به فایق، نوح او را از امارت آن دیار عزل کرد و ابوالمظفر طاهربن فضل را امارت داد (قس: عتبی، ۹۴). اما ابوالمظفر احمد با فایق همداستان شد و بر طاهر تاخت. طاهر در جنگ کشته شد (۳۸۱ق/۹۹۱م) و ابوالمظفر احمد امارت چغانیان را به دست گرفت (گردیزی، ۳۶۸؛ عتبی، ۹۴). از آن پس آگاهی روشنی از او در دست نیست.
در حمله سلطان محمود غزنوی به ماوراءالنهر در ۴۱۵ق/۱۰۲۴م امیران آن حدود و از جمله امیر چغانیان به وی پیوستند (گردیزی، ۴۰۵). اگچه گفته‌اند که ابوالمظفر احمد در روزگار محمود غزنوی امارت چغانیان داشت (فرای، ۴/۱۵۲)، ولی مسلم نیست که مراد گردیزی از «امیر چغانیان» همو بوده باشد.
ابوالمظفر را برخی سر و پاره‌ای نواده ابوعلی احمد گفته‌اند که در هر حال نام کامل وی ابوالمظفر احمدبن محمد نمی‌تواند درست باشد. اگر به استناد شعر منجیک ترمذی (رادویانی، ۵۸) که او را «ابوالمظفر شاه چغانیان احمد» نامیده، نام خود او را احمد پسر ابوعلی احمد بدانیم، نام کامل وی می‌بایست احمدبن احمدبن محمد باشد. شاید به استناد قول عتبی (ص ۹۴) نام او را محمدبن احمد یعنی پسر دیگر ابوعلی احمد دانسته‌اند (معین، ۱۸۶–۱۸۷). ذکر نام وی به شکل «ابوالمظفر محمدبن احمد فریغونی» در یکی از نسخه‌های ترمه تاریخ یمینی منشأ اشتباه پاره‌ای از پژووهشگران شده که او را از فریغونیان برشمرده‌اند (مینورسکی، ۱۸۷، مقدمه)، حال آنکه در نسخه‌های دیگر و نسخه‌ای که پایه چاپ تهران آن کتاب (بنگاه ترجمه و نشر کتاب، ۱۳۴۵ش) بوده است، صریحاً وی را ابوالمظفر محمدبن احمدبن محتاج نامیده است.
ابوالمظفر یکی از بزرگ‌ترین پشتیبانان ادب پارسی در روزگار خود بود. شاعران بزرگی چون دقیقی و فرخی و منجیک ترمذی او را مدح گفته‌اند. فرخی با قصیده «با کاروان حله برفتم ز سیستان» به قصد دربار او از سیستان بیرون شد و با قصیده معروف «چون پرند نیلگون بر روی پوشد مرغزار» در نزد امیر کارش بالا گرفت (نظامی عروضی، ۵۸، ۵۹). شاید هم باتوجه به بیتی از همین قصیده: «فخر دولت بوالمظفر شاه با پیوستگان...»، بعدها کسانی او را فخرالدوله گفته‌اند. اما به نظر نمی‌رسد که وی چنین لقبی داشته است. پایان کار ابوالمظفر دانسته نیست. چنین می‌نماید که با به سر رسیدن امارت او، حکومت آل محتاج در چغانیان برافتاده باشد؛ اگرچه در روزگار سلطان مسعود غزنوی از کسی به نام ابوالقاسم والی چغانیان و داماد سلطان یاد شده است (بیهقی، ۴۶۵)، ولی نسبت او با آل محتاج معلوم نیست.